# Géographie de la Somalie
Pour un article plus général, voir Somalie.
 (décembre 2024).
La mise en forme du texte ne suit pas les recommandations de Wikipédia : il faut le « wikifier ».
Les points d'amélioration suivants sont les cas les plus fréquents. Le détail des points à revoir est peut-être précisé sur la page de discussion.
- Les titres sont pré-formatés par le logiciel. Ils ne sont ni en capitales, ni en gras.
- Le texte ne doit pas être écrit en capitales (les noms de famille non plus), ni en gras, ni en italique, ni en « petit »…
- Le gras n'est utilisé que pour surligner le titre de l'article dans l'introduction, une seule fois.
- L'italique est rarement utilisé : mots en langue étrangère, titres d'œuvres, noms de bateaux, etc.
- Les citations ne sont pas en italique mais en corps de texte normal. Elles sont entourées par des guillemets français : « et ».
- Les listes à puces sont à éviter, des paragraphes rédigés étant largement préférés. Les tableaux sont à réserver à la présentation de données structurées (résultats, etc.).
- Les appels de note de bas de page (petits chiffres en exposant, introduits par l'outil «  Source ») sont à placer entre la fin de phrase et le point final[comme ça].
- Les liens internes (vers d'autres articles de Wikipédia) sont à choisir avec parcimonie. Créez des liens vers des articles approfondissant le sujet. Les termes génériques sans rapport avec le sujet sont à éviter, ainsi que les répétitions de liens vers un même terme.
- Les liens externes sont à placer uniquement dans une section « Liens externes », à la fin de l'article. Ces liens sont à choisir avec parcimonie suivant les règles définies. Si un lien sert de source à l'article, son insertion dans le texte est à faire par les notes de bas de page.
- La présentation des références doit suivre les conventions bibliographiques. Il est recommandé d'utiliser les modèles {{Ouvrage}}, {{Chapitre}}, {{Article}}, {{Lien web}} et/ou {{Bibliographie}}. Le mode d'édition visuel peut mettre en forme automatiquement les références.
- Insérer une infobox (cadre d'informations à droite) n'est pas obligatoire pour parachever la mise en page.

Pour une aide détaillée, merci de consulter Aide:Wikification.
Si vous pensez que ces points ont été résolus, vous pouvez retirer ce bandeau et améliorer la mise en forme d'un autre article.
La Somalie est l’État le plus oriental de l’Afrique. Son relief consiste principalement en plaines et hauts plateaux. Au nord, la chaîne du Karkaar longe le golfe d'Aden (compris dans le territoire sécessionniste du Somaliland). Les températures sont élevées toute l’année excepté en altitude, au nord. Les précipitations sont peu abondantes et le climat est semi-désertique ou désertique dans la plus grande partie du pays. La majorité de la population est nomade et vit de l’élevage. Le Sud-Est reçoit davantage de précipitations et ses deux fleuves, le Jubba et le Shabele, permettent une irrigation suffisante à l’agriculture.
La côte, longue de plus de 3 000 km, a permis de développer le commerce avec le Proche-Orient et le reste de l’Afrique de l’Est[réf. nécessaire].

## Géographie physique

### Topographie

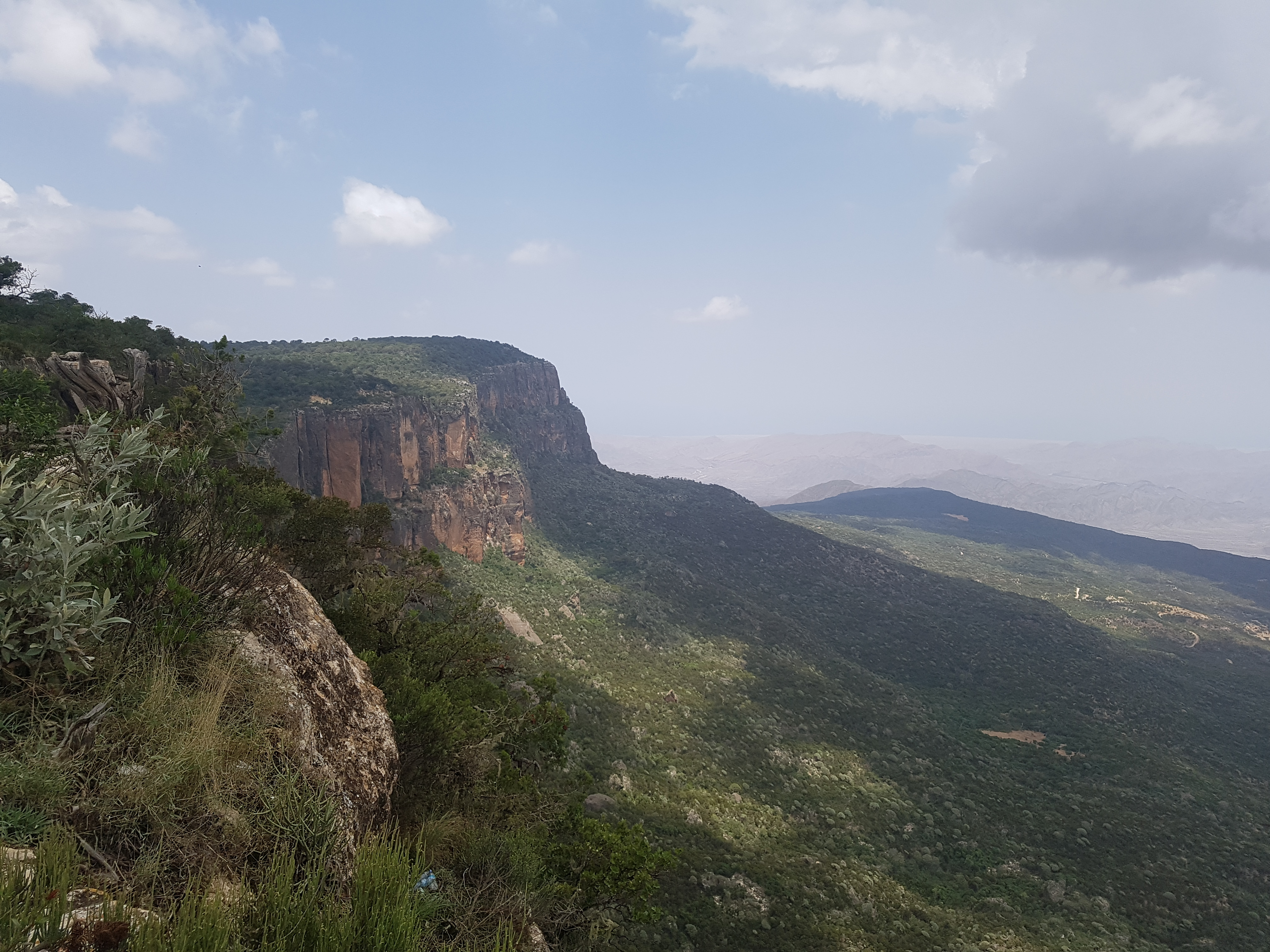
Mont Daallo.

La côte nord est longée par le Guban, une plaine semi-désertique dont la largeur varie de 2 à 20 km. Pendant les pluies, les oueds se changent en rivières et la végétation, composée surtout de buissons, se renouvelle rapidement, fournissant pour un temps une nourriture aux troupeaux des nomades. La frange sud du Guban se heurte aux falaises du Karkaar, qui s’étirent de la frontière de l’Éthiopie jusqu’à la pointe de la corne de l’Afrique. L’altitude de la crête est de 1 800 mètres en moyenne, 2 100 mètres près de Caseyr à l’est. Le point culminant de la Somalie, le Shimbiris (2 416 m) est situé près de la ville d’Erigavo (Le tout sur le territoire sécessionniste du Somaliland).
Au sud du Karkaar se trouve un haut plateau parsemé de collines et de montagnes, les monts Ogo. Son centre constitue la plaine du Mudug. L’ouest de l’Ogo est traversé de nombreuses vallées étroites et sèches, qui recueillent les eaux à la saison des pluies. Les précipitations y sont plus abondantes qu’elles ne le sont à l’est et les terres sont cultivables. La population y est semi-sédentaire et n’est nomade que pendant les pluies. L’extrême sud-ouest, le Haud, abrite certains des meilleurs pâturages, malgré l’absence de précipitations pendant la majeure partie de l’année. Le relief du Haud comporte des dépressions naturelles qui forment des lacs à la saison des pluies. Une partie du Haud se situe en Éthiopie et fit l’objet, pendant la colonisation, d’un accord permettant aux nomades de Somalie britannique d’y faire paître leurs troupeaux. Une fois indépendante, la Somalie réclama la souveraineté sur cette région, ce qui fut à l’origine de plusieurs conflits.
Le Sud de la Somalie est traversé par ses deux seuls fleuves permanents, le Jubba et le Shabele, qui prennent leur source dans les hauts plateaux éthiopiens. L’altitude y est beaucoup plus basse, 180 mètres en moyenne. Le Jubba se jette dans l’océan Indien à Kismaayo. Le tracé du Shabele a probablement changé depuis la Préhistoire. Alors qu’il longe actuellement la côte après Balcad, on pense que son embouchure se trouvait auparavant vers Merca. Au-delà de Mogadiscio, le Shabele n’est plus permanent et forme des zones marécageuses ou sèches avant de se perdre dans les sables à l’est de Jilib, près du Jubba. Pendant les pluies, le Shabele remplit à nouveau son lit et peut même traverser le Jubba loin au sud. La région est propice à l’agriculture grâce à des pluies relativement abondantes et des terres de bonne qualité. Elle abrite la majorité de la population sédentaire[réf. nécessaire].

### Géologie
Ressources naturelles : uranium, minerai de fer, étain, gypse, bauxite, cuivre, sel. Des géologues ont suggéré que la Somalie pourrait abriter des gisements de minéraux exploitables mais aucune prospection d’importance n’a été entreprise à ce jour.[réf. nécessaire]La somalie détient des réserves de pétrole mais ne l'exploite pas encore[réf. nécessaire]. 

### Climat
L’année somalienne est rythmée par quatre saisons, deux saisons sèche  (jiilaal et hagaa) et deux saisons des pluies (gu et day). La saison gu dure d’avril à juin et couvre le désert de végétation après quatre mois de sécheresse. Gu est suivie par la saison sèche Hagaa de juillet à septembre, puis par les pluies de day en octobre et novembre. La saison sèche de jiilaal (décembre à mars) est la plus dure pour les pasteurs et leurs troupeaux.
La Somalie possède un climat qui varie selon l'altitude, au nord et à l'ouest alors que le reste du pays possède un climat semi-aride chaud avec des précipitations annuelles plus importantes. Excepté au sud et dans certains microclimats de la côte nord, les précipitations annuelles ne dépassent jamais 500 mm, alors que le nord est très aride et ne reçoit que 50 à 150 mm de pluie. Les précipitations prennent la forme d’averses ou de pluies locales torrentielles et sont très irrégulières dans l’espace et le temps. Le climat de la Somalie est caractérisé par une très forte inhibition pluviométrique et par une chaleur extrême persistante tout au long de l'année.
Les températures maximales diurnes vont de 25 °C à 45 °C voire au-delà alors que les températures minimales nocturnes vont généralement de 10 °C à 30 °C. Le nord connaît les plus grandes amplitudes, des températures minimales nocturnes proches de 5 °C à très haute altitude pendant les mois les plus « frais » à des températures maximales diurnes dépassant régulièrement 45 °C pendant les mois les plus chauds. Les températures sont de 5 à 10 °C plus fraîches sur les côtes qu’à l’intérieur des terres. Le long des côtes, l’humidité relative reste proche de 70 % même pendant les saisons sèches[réf. nécessaire].

## Environnement

### Flore
Au Nord et au Centre, où les précipitations sont peu abondantes, la végétation est surtout constituée d’arbres bas comme les acacias, ainsi que d’herbes éparses. Au Nord-Est et le long du golfe d’Aden, les acacias laissent la place aux buissons secs. La végétation se densifie au fur et à mesure que les précipitations augmentent. Les aloes sont fréquents et le haut plateau de l’Ogo abrite des forêts. Au nord-est de l’Ogo, plus aride, on trouve des Boswellia et des Commiphora, qui fournissent respectivement l’encens et la myrrhe, pour lesquels la Somalie est connue depuis l’Antiquité au moins.
Le Haud est couvert de forêts éparses d’acacias et d’herbes particulièrement appréciées des troupeaux. L’aridité augmente lorsque le Haud rejoint la plaine du Mudug et la végétation prend un caractère subdésertique. Plus au sud, des forêts éparses et des prairies apparaissent lorsque les précipitations se font plus abondantes.
La région entourant le Jubba et le Shabele est relativement bien irriguée et fournit au pays ses terres les plus aisément cultivables. La plaine entre les deux fleuves est couverte de riches pâturages, de savane et de forêt. À l’extrême sud-ouest, près de la frontière kényane, on trouve quelques forêts vertes toute l’année.
À partir de 150 km au nord-est de Mogadiscio et jusqu’à Kismaayo, la côte est désertique, couverte de dunes avec des herbes éparses si les précipitations sont suffisantes. Les pâturages intensifs ont détruit la végétation protectrice et les dunes progressent vers l’intérieur des terres. Depuis le début des années 1970, on s’efforce de reconstituer une couche de végétation pour freiner l’avancement du désert[réf. nécessaire].
On trouve quelques mangroves au sud de Kismaayo en direction de la frontière kényane ainsi que près de Mogadiscio[réf. nécessaire].

### Faune
La Somalie comprend deux réserves et parcs naturels:
- le Bubasci sur 480 000 ha
- La région du lac Badana sur 334 000 ha.

Ces réserves comprennent à côté des éléphants et des hippopotames essentiellement:
- des Bovidés dont :
  - le Buffle du Cap ;
  - le Céphalophe de Grimm ;
  - le Dik-dik (toute petit antilope) ;
  - des gazelles: Gazelle de Soemmering, Gazelle de Thomson, Gazelle de Waller ;
  - le Hirola (ou Antilope de Hunter) ;
  - les Koudous: Grand Koudou Petit Koudou ;
  - l'Oréotrague Beisa ;
  - l'Oryx.
- des fauves : guépards et léopards, lions.
- des suidés : phacochères et potamochères
- des poissons : dont la Perche du Nil[réf. nécessaire].